# Vanda stadsvapen

Vanda vapen

Vanda stadsvapen är stadsvapen för Vanda stad. Vapnet går tillbaka på det första vapnet för Helsingfors stad, som grundlades vid Vanda ås mynning 1550 men fick ett nytt stadsvapen 1639 när den flyttades längre söderut.
Vapnet är fortfarande gällande men används inte längre av staden.